# مصطفى بوسمينة
مصطفى بوسمينة هو عالم كيميائي - فيزيائي وريولوجي مغربي، يعمل على المواد النانوية وتقنية النانو، وهو رئيس الجامعة الأورومتوسطية المغربية في فاس، ومستشار أكاديمية الحسن الثاني للعلوم والتقنيات بالمغرب، ورئيس شبكة الأكاديميات الإفريقية للعلوم (NASAC)، وهو عضو في جمعية معالجة البوليمر وعضو في الأكاديمية العالمية للعلوم والأكاديمية الإفريقية للعلوم، شغل منصب المدير العام لمعهد المواد النانوية وتقانة النانو في المغرب (INANOTECH) من عام 2008 إلى عام 2011، وهو أستاذ وباحث في فيزياء البوليمرات والمواد النانوية في جامعة لافال، ونائب رئيس الجمعية الكندية لعلم الريولوجية. عمل أيضًا كرئيس لجمعية كيبيك للبوليمرات (SQP)، ومدير جمعية مهندسي البلاستيك في كيبك (SPE)، كما تولى عدة مناصب، منها رئيس الشبكة الافريقية لأكاديميات العلوم التي تمثل 30 بلداً إفريقياً، وعضو في المكتب التنفيذي للشراكة البين-أكاديمية، كما ساهم في تحرير 3 صحف علمية دولية، وصنف عام 2020 من قبل جامعة ستانفورد الأمريكية ضمن صفوة الباحثين عالمياً، وهو من العلماء المغاربة الأكثر تأثيراً في مجال البحث العلمي على الصعيد الدولي. وله مساهمات مهمة في فيزياء الأنظمة البوليمرية متعددة الأطوار، والمواد النانوية، انتخب في نونبر 2021 رئيساً للمجلس الافريقي للعلوم والبحث والابتكار، التابع للاتحاد الإفريقي.

## سيرته
مصطفى بوسمينة من مواليد مدينة الناضور، أكمل دراسته الابتدائية بلعري الشيخ ، ثم في إعدادية الكندي، والمرحلة الثانوية بعبد الكريم الخطابي، ثم سافر الى كندا للدراسة في جامعة لافار كندا الدولية للأبحاث الفيزيائية، حاصل على عدد من الجوائز والأوسمة، وأشرف على العديد من المختبرات العالمية.

## الجوائز
- جائزة لويس باستير عام 1993
- جائزة وزير التجارة والصناعة كيبك عام 1998.
- جائزة Morand Lambla من جمعية معالجة البوليمر (PPS) في عام 2000.[5]
- جائزة كندا توب-تونتي عام 2002.
- وسام صليب الاستحقاق المدني عام 2022.[2]